# فری‌تر
Freeter (フリーター furītā) یک عبارت ژاپنی برای اشاره به افرادی است که بیکار یا فاقد شغل تمام وقت هستند، به استثنای زنان خانه‌دار و دانشجویان. میانگین سنی فریترها بین ۱۵ تا ۳۴ سال است.

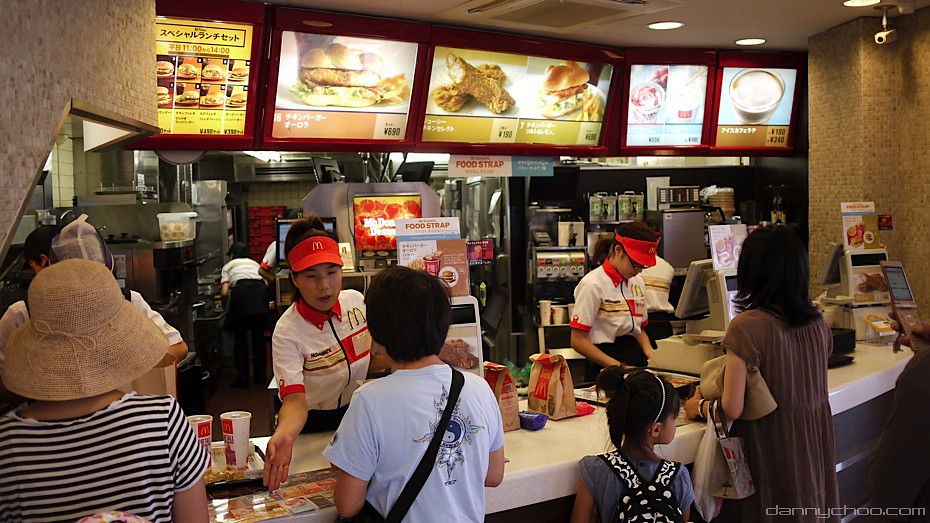
کارگر خدمات در توکیو، ژاپن.

فری‌ترها همچنین ممکن است به عنوان شاغلان ناقص توصیف شوند. این افراد بعد از دبیرستان یا دانشگاه شروع به کار نمی‌کنند، بلکه در مشاغل کم‌درآمد امرار معاش می‌کنند.
تصور می‌شود که کلمه فری‌تر یا فری‌ترا ترکیبی از واژه انگلیسی free (یا شاید freelance) و کلمه آلمانی Arbeiter ("کارگر") باشد. Arubaito یک واژه وام ژاپنی از Arbeiter و شاید از Arbeit ("کار") است. از آنجایی که در دوران قبل از جنگ جهانی دوم، زبان آلمانی (همراه با انگلیسی) در دانشگاه‌های ژاپن برای تدریس به ویژه برای علوم و پزشکی استفاده می‌شد، arubaito برای توصیف کار پاره وقت برای دانشجویان دانشگاه در بین دانشجویان رایج شد.
این اصطلاح در سال ۱۹۸۷ توسط مجله شغلی پاره وقت From A ابداع شد و برای نشان دادن یک کارگر «آزاد» استفاده شد که ساعت‌های کمتری کار می‌کرد، به جای چک حقوق ماهانه مانند کارگران تمام وقت معمولی، ساعتی دستمزد دریافت می‌کرد و هیچ‌کدام از مزایای یم کارگر تمام وقت (شامل حقوق تعطیلات، دستمزد بیماری، پاداش، مرخصی با حقوق) دریافت نمی‌کرد.
پس از شکستن حباب اقتصادی اقتصاد ژاپن که منجر به رکود در دهه ۱۹۹۰ شد، معنای این اصطلاح بار منفی پیدا کرد. در دهه ۱۹۸۰، زمانی که اقتصاد ژاپن با ایجاد فرصت‌های شغلی مختلف رونق پیدا کرد که در پی آن به این واژه نگرش مثبتی پای گرفت که نشان‌دهنده آزادی، تفریح یا کشف گزینه‌های جایگزین دیگر برای اشتغال بود. در دهه‌های ۱۹۹۰ و ۲۰۰۰، این اصطلاح بار معنایی منفی پیدا کرد و فریترها به عنوان باری بر دوش جامعه انگاشته می‌شدند.

## چرایی
مؤسسه کار ژاپن فری‌ترها را به سه گروه طبقه‌بندی می‌کند: «گونه تعلیقی» که می‌خواهد قبل از شروع یک شغل کمی دست نگه دارد، «گونه در پی رؤیا» و «گونه بیچاره».
- گونه تعلیقی فری‌تر می‌خواهد از زندگی لذت ببرد و خود خواسته انتخاب می‌کند که سگ‌دو بزند و در محیط کاری ژاپن کار نکن.
- گونه در پی رؤیا، رویاهای خاصی دارند که با حرفه استاندارد ژاپنی سازگار نیستند.
- گونه بیچاره که نمی‌تواند قبل از فارغ‌التحصیلی از دبیرستان یا دانشگاه شغل درخوری پیدا کند.

### دشواری در راه‌اندازی خانواده
بسیاری از فری‌ترها مجانی با والدین خود زندگی می‌کنند که توسط برخی رسانه‌ها به عنوان مجرد انگل توصیف می‌شوند. والدین در ژاپن معمولاً فرزندان خود را به زور از خانه بیرون نمی‌کنند. پس از فوت والدین، فرزندان باید هزینه مسکن خود را پرداخت کنند. حتی اگر خانه یا آپارتمان را به ارث ببرند، باز هم باید هزینه‌های مالکیت را متقبل شوند.
مسکن ژاپنی جمع و جور است و برای دو خانواده بسیار کوچک است. اگر فری‌ترها بخواهند ازدواج کنند، باید مسکن خود را پیدا کنند، معمولاً با هزینه خود.
زنان برخلاف مردان انگیزه‌های مالی کمتری برای ازدواج دارند، همچنین زنان به‌طور سنتی به عنوان پرستار اعضای مسن تر خانواده دیده می‌شوند که به دلیل افزایش تعداد شهروندان سالخورده شرایط نیز دشوارتر می‌شود. اگر زنان ازدواج کنند، بار آنان دو برابر می‌شود و آنها باید هم از والدین، والدین همسر، خود همسر و فرزندان بالقوه خود نیز مراقبت کنند. این مسائل در کنار میل به اشتغال و کسب درآمد به‌جای ازدواج منجر به بروز انگ‌هایی در زنانگی می‌شود مبنی براینکه چنین زنانی نه تنها مجردهای انگل بلکه «غیر خانومانه» نیز هستند.
در ژاپن، کار و ازدواج به عنوان دو معرف اصلی بزرگسالی و آرمان‌های هنجاری مردانگی محسوب می‌شوند.